# Przyrów (gmina)

Gmina na tle zmieniającego się podziału administracyjnego powiatu częstochowskiego

Przyrów – gmina miejsko-wiejska w Polsce położona w województwie śląskim, w powiecie częstochowskim. W latach 1975–1998 gmina administracyjnie należała do województwa częstochowskiego.
Siedziba gminy to Przyrów.
Według danych z 30 czerwca 2004 gminę zamieszkiwało 4161 osób.

## Historia
Gmina Przyrów powstała za Królestwa Polskiego – 31 maja 1870 w powiecie częstochowskim w guberni piotrkowskiej w związku z utratą praw miejskich przez miasto Przyrów i przekształceniu jego w wiejską gminę Przyrów w granicach dotychczasowego miasta. W późniejszych latach do gminy przyłączono obszar zniesionej gminy Staropole. 1 stycznia 2024 w związku z odzyskaniem praw miejskich przez miejscowość Przyrów gmina otrzymała status miejsko-wiejskiej.

## Transport

### Drogi
Przez tereny gminy przebiegają następujące drogi wojewódzkie:
- 786 Częstochowa (DK91) - Wola Mokrzewska - Smyków - Święta Anna - Koniecpol - Secemin - Włoszczowa - Krasica - Łopuszyno - Kielce (S7, DK73)
- 793 Siewierz - Myszków - Żarki - Janów - Julianka - Przyrów - Aleksandrówka - Święta Anna

Przez gminę Przyrów biegną drogi gminne o łącznej długości 33,328 km. W gminie przejeżdża również 5 dróg powiatowych:
| Numer drogi | Przebieg                                                                                                   | Długość drogi w (km) |
| ----------- | --- | -------------------- |
| 1035S       | Garnek - Dąbek - Wola Mokrzeska (ul. Leśna)                                                                | 1,588                |
| 1039S       | Mokrzesz - Żuraw - Lipnik - Zalesice                                                                       | 0,5                  |
| 1095S       | Przyrów (ul. Cmentarna) - Wiercica (ul. Cmentarna) - Staropole - Sieraków                                  | 6,498                |
| 1096S       | Przyrów (ul. Zarębska) - Stanisławów - Bolesławów - Podlesie (ul. Główna) - Celiny (ul. Główna) - Drochlin | 6,15                 |
| 1098S       | Julianka - Sieraków - Konstantynów - Skrajniwa - Podlesie                                                  | 5,36                 |
|             | | 20,096               |

### Kolej[9]
Przez gminę Przyrów przebiega linia kolejowa nr 61 o długości 177 km, relacji Kielce Główne - Fosowskie. Przy jej ciągu gmina posiada dwie stacje kolejowe: Staropole Częstochowskie i Julianka.

## Struktura powierzchni
Według danych z roku 2002 gmina Przyrów ma obszar 80,44 km², w tym:
- użytki rolne: 61%
- użytki leśne: 27%

Gmina stanowi 5,29% powierzchni powiatu.

## Demografia

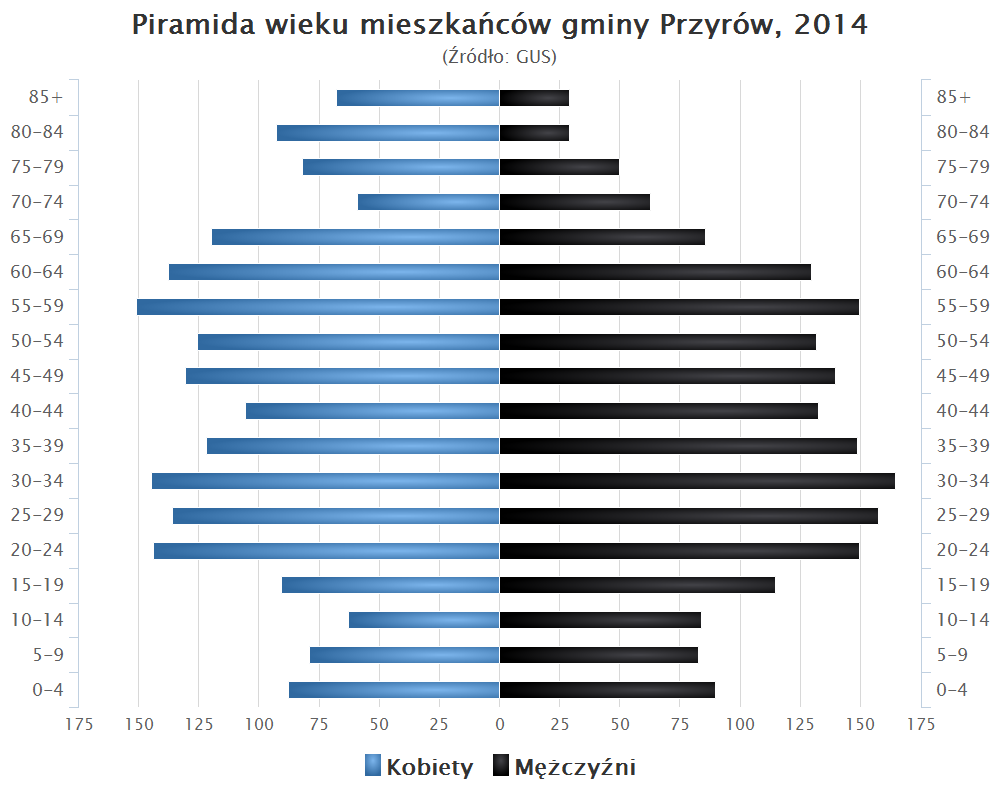
Piramida wieku mieszkańców gminy Przyrów w 2014 roku

Dane z 30 czerwca 2004:
| Opis                              | Ogółem | Ogółem | Kobiety | Kobiety | Mężczyźni | Mężczyźni |
| --------------------------------- | ------ | ------ | ------- | ------- | --------- | --------- |
| jednostka                         | osób   | %      | osób    | %       | osób      | %         |
| populacja                         | 4161   | 100    | 2098    | 50,4    | 2063      | 49,6      |
| gęstość zaludnienia (mieszk./km²) | 51,7   | 51,7   | 26,1    | 26,1    | 25,6      | 25,6      |

## Miejscowości
WsieAleksandrówka, Bolesławów, Julianka, Knieja, Kopaniny, Sieraków, Smyków, Stanisławów, Staropole, Sygontka, Wiercica, Wola Mokrzeska, Zalesice, Zarębice.
Osady leśneSieraków, Stawki, Zalesice-Leśniczówka

## Sąsiednie gminy
Dąbrowa Zielona, Janów, Koniecpol, Lelów, Mstów